# Newtonia brunneicauda
Newtonia brunneicauda е вид птица от семейство Vangidae.

## Разпространение
Видът е разпространен в Мадагаскар.